# 스파오

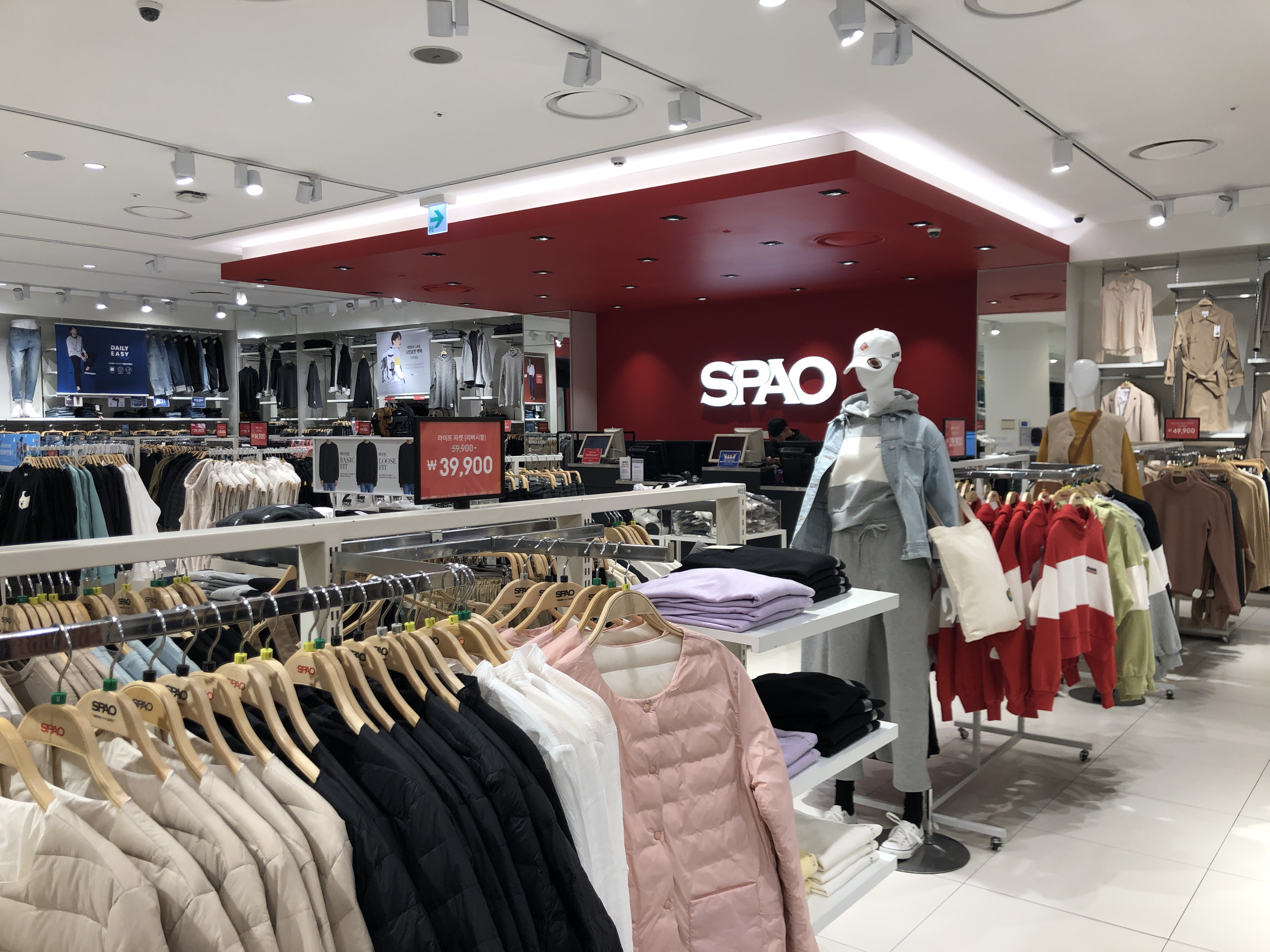
AK플라자 원주점 내 매장

스파오(SPAO)는 한국의 의류 브랜드이다. 2009년부터 시작했으며, SPA 계열에선 탑텐이나 에잇세컨즈 등보다 먼저 시작한 국내 최초 브랜드다. 이랜드의 자회사이다. 2018년 기준으로 한국 내 매장 수는 70개이며 중국에 20개, 말레이시아 4개, 홍콩 1개 등에 매장을 가지고 있다.
여러 경쟁 브랜드와의 직접적 경쟁을 피하는 대신, 차별화 포인트를 살려 성장한 것으로 평가받고 있다. 유니클로는 전체 연령대를 타겟으로 베이직 라인을 전개, 자라와 에잇세컨즈는 2~30대 고객을 타겟으로 디자인이 강한 제품을 전개하는 것과의 차별점으로 1020 어린 연령대를 집중적으로 공략하여 시장을 선점하였다. (다만 2020년대 들어선 스파오 포맨이나 포우먼 등 다시 3040 세대도 잡기 위한 라인을 내놓고 있다.)
특히 2015년부터 SNS마케팅과 콜라보레이션 마케팅에 강세를 보이고 있는데, 2016년 포켓몬 콜라보레이션은 포켓몬GO열풍에 힘입어 온라인몰이 서버다운되며, 5만장 당일 완판되는 진풍경이 연출되었다. 이를 시작으로 2017년엔 라인프렌즈, 짱구, 빙그레, 위베어베어스, 어드벤처 타임 등 컨텐츠들과의 콜라보레이션마케팅으로 1020타겟에서 큰 인기를 끌었다. 그 중 17년 8월에 출시된 짱구파자마는 그 해 롱패딩과 함께 최고의 인기아이템으로 떠올랐는데, 지금까지 1년간 판매된 수량(18년 8월기준) 만 30만장에 육박하고 있다. 짱구가 만화에서 입고 나온 잠옷을 그래도 제작하면서 니즈를 적중했으며, 이는 콜라보레이션에서의 만찢(만화에서 찢고나온) 컨텐츠 열풍의 시작점이 되었다.
2018년에도 콜라보레이션 마케팅을 이어갔는데, 서울우유 콜라보레이션, 세일러문 콜라보레이션, 네이버페이 콜라보레이션 등 다양하고 신선한 컨텐츠로 반응을 이어가고 있다. 세일러문의 경우 전매장 당일 완판하며 고객 향수를 자극하였다. 또 2018 SNS노출 2억뷰를 달성, 그 해 SPA부분 온라인마케팅 최우수상을 수상하기도 하였다.